# Juan Marrero Roig
Juan Marrero Roig (Valencia, 24 de marzo de 1968) es un exfutbolista y entrenador español de fútbol. Actualmente es el entrenador del C. D. Badajoz de la Tercera Federación.

## Trayectoria
Fue jugador de algunos equipos como el: Club Deportivo Olímpic, UD Almería, FC Andorra, Levante UD, Club Polideportivo Mérida y CP Cacereño.
Su carrera como entrenador comenzó en la temporada 2008-09 en las filas del Imperio de Mérida Club Polideportivo.
En la siguiente temporada, fue primer entrenador del Extremadura UD, al que volvería años más tarde para ascenderlo a la Segunda División B.
En la temporada 2011-12, se convierte en entrenador del Arroyo CP, con el que consigue el ascenso a Segunda B.
En marzo de 2017, firma por la Club Deportivo Badajoz con la que acabaría la temporada 2016-17 ascendiendo a Segunda División B, algo que ya había conseguido en dos ocasiones anteriores con el Extremadura UD y otra más con el Arroyo CP.
En la temporada 2017-18, entrena al club extremeño en su estreno en la Segunda División B en el Grupo IV.
En la temporada 2019-20 entrena al Extremadura Unión Deportiva "B"
En la temporada 2020-21, se convierte en entrenador de la Unión Deportiva Montijo, con la que consigue el ascenso a Segunda División RFEF. En las siguientes dos temporadas continuaría como entrenador del mismo, en la cuarta división del fútbol español.
El 16 de junio de 2023, firma como entrenador del CD Don Benito de la Tercera Federación. Al cual ascendería esa misma temporada a Segunda Federación y continuando en el banquillo del Don Benito la siguiente temporada.
Tras el descenso del CD Don Benito, Juan Marrero abandona la entidad para volver 6 años después al CD Badajoz, en Tercera Federación.

## Clubes como técnico
| Club                                 | País   | Año       |
| ------------------------------------ | ------ | --------- |
| Imperio de Mérida Club Polideportivo | España | 2008-2009 |
| Extremadura UD                       | España | 2009-2010 |
| Arroyo CP                            | España | 2011-2013 |
| Extremadura UD                       | España | 2015-2016 |
| CD Badajoz                           | España | 2017-2018 |
| Córdoba Club de Fútbol "B"           | España | 2018-2019 |
| Extremadura Unión Deportiva "B"      | España | 2019-2020 |
| Unión Deportiva Montijo              | España | 2020-2023 |
| CD Don Benito                        | España | 2023-2025 |
| CD Badajoz                           | España | 2025-     |